# Mahmoud Yassine
Mahmoud Yassine (en arabe : محمود ياسين), né le 2 juin 1941 à Port-Saïd (royaume d'Égypte) et mort le 14 octobre 2020 au Caire (Égypte),, est un acteur égyptien.

## Biographie
Mahmoud Yassine est le sixième d’une fratrie de dix enfants. Son père était employé à la société gestionnaire du canal de Suez. Dès l’enfance il va montrer un intérêt pour la comédie en suivant régulièrement toute sorte d’œuvre artistique et en imitant souvent de nombreux acteurs. Les débuts de Mahmoud Yassine avec la comédie furent d’abord sur la scène du théâtre. Ainsi une année avant l’obtention de sa maitrise en droit, en 1964, il rejoint la troupe nationale de théâtre. Il sera d’abord le conteur pour certaines pièces puis acteur. Il jouera ainsi dans la pièce Mon pays Akka, Leila et Majnun ou encore La mort de Guevara.

## Filmographie

### Cinéma
- 1969 : Shey min el khouf : Ali
- 1970 : Nahnu La Nazraa Al-shok : Hamdi Alsamadony
- 1971 : Kheit al rafeigh, -al : Adel
- 1972 : Ana we benty wa el-houb
- 1972 : Anf w Thalath Oyoun : Hashim Abdoulatif
- 1972 : La visiteuse
- 1973 : Al-hob alazi kan
- 1974 : Al-Rasasa la tazalu fe gaibi : Mohamed
- 1974 : Ayn Aqli : Tawfeek
- 1974 : Bedur
- 1974 : Habibati : Magdi
- 1975 : Al kaddab : Mahmoud Hamdi
- 1975 : Ala mn notlik Al-Rosas : Moustafa
- 1975 : La tatroukni wahdi
- 1975 : Mouled ya donia
- 1976 : Daqqit qalb : Emad
- 1976 : Le Message : le narrateur (version arabe)
- 1976 : Endama Yasqut Aljassad : Mahmoud Abdulsattar
- 1976 : La Ya Mn Kont Hababi
- 1976 : Letani Ma Araft Al Hob
- 1977 : Afwah wa araneb : Mahmoud
- 1977 : Al-azab emra aa : Dr Galal
- 1977 : Ayna Al-Mafar?
- 1977 : Sonya and the Madman : Moukhtar
- 1977 : Wa sakatat fe bahr el-asal : Abou Bakr
- 1978 : Asiad we abied
- 1978 : El-Soud ela al-hawia : l'officier Khaled Soulayman
- 1978 : Mosafer Bila Tareeq : Osama
- 1979 : Alshak ya habibi : Ahmad
- 1980 : Al Batneyya : Bore'e
- 1980 : Al sharida : Fathy
- 1982 : Almuohakama : Kamal Ezzat
- 1982 : Ashyaa Ded El Qanoon : Raouf
- 1982 : Wakalt Al Balah : Abdoullah
- 1983 : Al Sada El Mortashon : Mahmoud
- 1983 : Ina Rabak Labilmersad : Ahmad
- 1983 : The Wagoner : Sayed
- 1984 : El-taiera el-mafkouda
- 1984 : Thaar, -al : Ahmed
- 1985 : Ayam fi al-halal
- 1985 : El Ott Asslo Assad : Nageeb
- 1985 : Enqaz Ma Yomken Enqazo : Omar
- 1985 : Khoyout El-Ankaboot : Khaled
- 1986 : Madafen Mafroosha Lel Egar : Ahmed
- 1986 : Mawad maa al-qadar
- 1987 : Al maloughb
- 1987 : Al-Kammasha : Azouz / Mahmoud
- 1987 : Al-ta'weeza : Mahmoud
- 1988 : Ayam El Ro'ab
- 1988 : Imraa Motalaka : Fathy
- 1992 : El Settat : Azmy
- 1993 : Taamiya Bilshatta : Moustafa El-Khashab
- 1995 : Ayam al Shar
- 1995 : Eghteyal Faten Tawfik : Ali
- 1998 : Haet El-Botolat
- 1999 : Fatat Min Israeel : Abdel Ghani
- 2007 : El-Gazirah : le vieux 'Kabir'
- 2008 : The Promise : Yousef
- 2009 : Ezbet Adam : Rayes Ragab
- 2012 : Geddo Habibi

### Télévision

#### Séries télévisées
- 1969: Al-Raqam Al-Maghool
- 2004: Hakawy Tarh Al-Bahr
- 2010: Mama Fi El-Qism : Gamil